# Premi BAFTA 1988
La 41ª edizione dei British Academy Film Awards, conferiti dalla British Academy of Film and Television Arts alle migliori produzioni cinematografiche del 1987, si è svolta il 20 marzo 1988.

## Vincitori e nomination

### Miglior film
- Jean de Florette, regia di Claude Berri
- Anni '40 (Hope and Glory), regia di John Boorman
- Grido di libertà (Cry Freedom), regia di Richard Attenborough
- Radio Days, regia di Woody Allen

### Miglior film non in lingua inglese
- Sacrificio (Offret), regia di Andrej Tarkovskij
- Jean de Florette, regia di Claude Berri
- Manon delle sorgenti (Manon des sources), regia di Claude Berri
- La mia vita a quattro zampe (Mitt liv som hund), regia di Lasse Hallström

### Miglior regista
- Oliver Stone – Platoon
- Richard Attenborough – Grido di libertà (Cry Freedom)
- Claude Berri – Jean de Florette
- John Boorman – Anni '40 (Hope and Glory)

### Miglior attore protagonista
- Sean Connery – Il nome della rosa
- Gérard Depardieu – Jean de Florette
- Yves Montand – Jean de Florette
- Gary Oldman – Prick Up - L'importanza di essere Joe (Prick Up Your Ears)

### Miglior attrice protagonista
- Anne Bancroft – 84 Charing Cross Road
- Emily Lloyd – Vorrei che tu fossi qui! (Wish You Were Here)
- Sarah Miles – Anni '40 (Hope and Glory)
- Julie Walters – Personal Services

### Miglior attore non protagonista
- Daniel Auteuil – Jean de Florette
- Ian Bannen – Anni '40 (Hope and Glory)
- Sean Connery – The Untouchables - Gli intoccabili (The Untouchables)
- John Thaw – Grido di libertà (Cry Freedom)

### Miglior attrice non protagonista
- Susan Wooldridge – Anni '40 (Hope and Glory)
- Judi Dench – 84 Charing Cross Road
- Vanessa Redgrave – Prick Up - L'importanza di essere Joe (Prick Up Your Ears)
- Dianne Wiest – Radio Days

### Miglior sceneggiatura originale
- Brian Leland – Vorrei che tu fossi qui! (Wish You Were Here)
- Woody Allen – Radio Days
- John Boorman – Anni '40 (Hope and Glory)
- David Leland – Personal Services

### Miglior sceneggiatura non originale
- Claude Berri e Gérard Brach – Jean de Florette
- Alan Bennett – Prick Up - L'importanza di essere Joe (Prick Up Your Ears)
- Christine Edzard – Little Dorrit
- Hugh Whitemore – 84 Charing Cross Road

### Miglior fotografia
- Bruno Nuytten – Jean de Florette –
- Robert Richardson – Platoon
- Philippe Rousselot – Anni '40 (Hope and Glory)
- Ronnie Taylor – Grido di libertà (Cry Freedom)

### Miglior scenografia
- Santo Loquasto – Radio Days
- William A. Elliott – The Untouchables - Gli intoccabili (The Untouchables)
- Anthony Pratt – Anni '40 (Hope and Glory)
- Bernard Vezat – Jean de Florette

### Miglior montaggio
- Claire Simpson – Platoon –
- Ian Crafford – Anni '40 (Hope and Glory)
- Susan Morse – Radio Days
- Lesley Walker – Grido di libertà (Cry Freedom)

### Migliori costumi
- Jeffrey Kurland – Radio Days
- Joyce Carter, Danielle Garderes, Claude Gastine, Judith Loom, Sally Neale, Jackie Smith, Barbara Sonnex – Little Dorrit
- Shirley Ann Russell – Anni '40 (Hope and Glory)
- Marilyn Vance-Straker – The Untouchables - Gli intoccabili (The Untouchables)

### Miglior trucco
- Hasso von Hugo – Il nome della rosa
- Michele Dernelle, Jean-Pierre Eychenne – Jean de Florette
- Anna Dryhurst – Anni '40 (Hope and Glory)
- Chris Walas, Stephan Dupuis – La mosca (The Fly)

### Miglior sonoro
- Jonathan Bates, Simon Kaye, Gerry Humphreys – Grido di libertà (Cry Freedom)
- Ron Davis, Peter Handford, John Hayward – Anni '40 (Hope and Glory)
- Nigel Galt, Edward Tise, Andy Nelson – Full Metal Jacket
- Robert Hein, James Sabat, Lee Dichter – Radio Days

### Migliori effetti speciali
- Michael Lantieri, Michael Owens, Ed Jones, Bruce Walters – Le streghe di Eastwick (The Witches of Eastwick)
- John Evans – Full Metal Jacket
- Bran Ferren, Martin Gutteridge, Lyle Conway, Richard Conway – La piccola bottega degli orrori (Little Shop of Horrors)
- Chris Walas, Jon Berg, Louis Craig, Hoyt Yeatman – La mosca (The Fly)

### Migliore colonna sonora originale
- Ennio Morricone – The Untouchables - Gli intoccabili (The Untouchables)
- George Fenton, Jonas Gwangwa – Grido di libertà (Cry Freedom)
- Peter Martin – Anni '40 (Hope and Glory)
- Stanley Myers – Vorrei che tu fossi qui! (Wish You Were Here)

### Miglior cortometraggio
- Artisten, regia di Jonas Grimås
- D'après Maria, regia di Jean-Claude Robert
- The Short & Curlies, regia di Mike Leigh
- Treacle, regia di Peter Chelsom